# Сокич, Сретен
Сретен Сокич (Севойно, 20 августа 1945 г.) — сербский политолог, экономист, предприниматель и профессор университета на пенсии. Был проректором Белградского университета, проректором факультета политических наук, профессором факультета политологии в Белграде. Сокич был директором Института политических исследований и генеральным директором Медно-алюминиевого прокатного завода в Севойно.
Сокич является автором пятидесяти научных и профессиональных книг и монографий, девяти учебников, более пятидесяти независимых научных работ, около тридцати независимых научных и профессиональных работ, являющихся неотъемлемыми частями монографических публикаций, более 40 определителей в экономических лексиконах, а также многочисленных опубликованных научных выставок в научных конференциях.
Сокич является автором восемнадцати макро-научных исследовательских проектов, семь из которых он сам руководил. Направления научных исследований: Теоретические основы экономической науки; Экономическая политика и экономическая система; Современные тенденции глобализации; Переход экономических систем и экономическая история Сербии.
Он получил награды и награды, в том числе и Орден труда с золотым венком.

## Биография
Сретен (Радошевич) Сокич родился в Севойно 20 августа 1945 года. Окончил Факультет политических наук в Белграде в 1970 году. Получил степень магистра на факультете истории и экономики, в Таллахасси, Флорида, США, в 1973 году, а также на Факультете политических наук в Белграде в 1974 году. Получил докторскую степень на Факультете политических наук в Белграде в 1976 году.
Среди прочего, Сокич был ассистентом в Институте политических исследований (1970—1974), руководителем сектора ИПО (1980—1981), заместителем директора (1981—1984) и директором (1984—1987).
Сокич был доцентом на Факультете политических наук (с 1974 года), доцентом (с 1977 года), ассоциированным деканом по преподаванию (1981—1983 годы), доцентом (1982 года) и профессором (с 1987 года).
Будучи профессором Факультета политических наук Белградского университета, Сокич организовал следующие курсы: Экономика, Сербская экономическая система, Теория и практика государственных финансов, Управление в чрезвычайных ситуациях и Теория и практика переходного периода (на докторских курсах). Был руководителем направлений в аспирантуре (магистратуре) на Факультете политических наук: Трансформация экономической системы и экономическая политика Югославии (курс проводился с 1993 по 1997 год); Переход от административно-централистской к рыночной экономике (1993—1997); Переход экономических систем (с 1997 года). В этих областях он преподавал занятия по следующим курсам: Социально-экономическая организация Югославии; Собственность и переход; Экономика переходного периода; Теория и практика переходов. Сокич участвовал в реализации преподавания в университете многопрофильных исследований по Реабилитации и социотерапии, в 2003 и 2004 учебном году.
На специялистических курсах и аспирантуре, а также в подготовке докторских диссертаций Сокич более двадцати раз был ментором, председателем комитетов и членом комитетов защиты.
Был руководителем аспирантуры на Факультете политических наук в Белграде.
Сокич также был генеральным директором медно-алюминиевого прокатного завода в Севойно (1990—1991) и проректором Белградского университета с 4 октября 2000 года по 26 марта 2001 года.
Сокич был редактором серии изданий и редакций. С 2000 года он является членом редколлегии журнала по философии, общественным наукам и политической критике «Сербская либертарианская мысел» (серб. Српска слободарска мисао).
Провел сотни публичных лекций в стране и за рубежом.
Кафедра политэкономии и экономических наук и Учебно-научный совет Факультета политических наук оценили, что проф. С. Сокич добился высоких результатов.

## Книги (выбор)
- Економија и револуционисање производних снага, Институт за политичке студије, Београд, 1977. Стр. 400.
- Материјалне снаге и економски облици самоуправљања, Институт за политичке студије, Београд, 1987. Стр. 852. YU. ISBN 86-7419-001-2
- Економски поредак, Научна књига, Београд, 1992. Коаутор: проф. Љубисав Марковић. Стр. 398, ISBN 86-23-04101-1
- Економија, Завод за уџбенике и наставна средства, Београд, 1996. Коаутор: проф. Љубисав Марковић. Стр. 614. ISBN 978-86-17-04914-8.
- Транзиција — илузија или будућност, Завет, Београд, 2000. Стр. 389. ISBN 978-86-7034-035-0.
- Економија транзиције, «Завет», Београд, 2003. Стр. 678. ISBN 978-86-7034-055-8[3]
- Капитал у економији транзиције, «Завет», Београд, 2005. Стр. 840. ISBN 86-7034-065-8.
- Србија у процесима капитала, «Завет», Београд, 2008. Стр. 634. ISBN 978-86-7034-068-8.[4]
- Економија јавне потрошње, «Чигоја штампа» и Факултет политичких наука, Београд, 2011. год. ISBN 978-86-7558-792-7. стр. 378.[5]